# Talingo
Talingo is een onafhankelijk cultureel maandblad in Panama.

## Achtergrond
Het blad wordt uitgegeven door La Prensa, een van de grootste kranten van het land.
Talingo werd opgericht in 1993 en brengt kunst en cultuur in een brede context, inclusief culturele kritiek. In 2001 werd het blad onderscheiden met een Prins Claus Prijs.